# Porsche 924

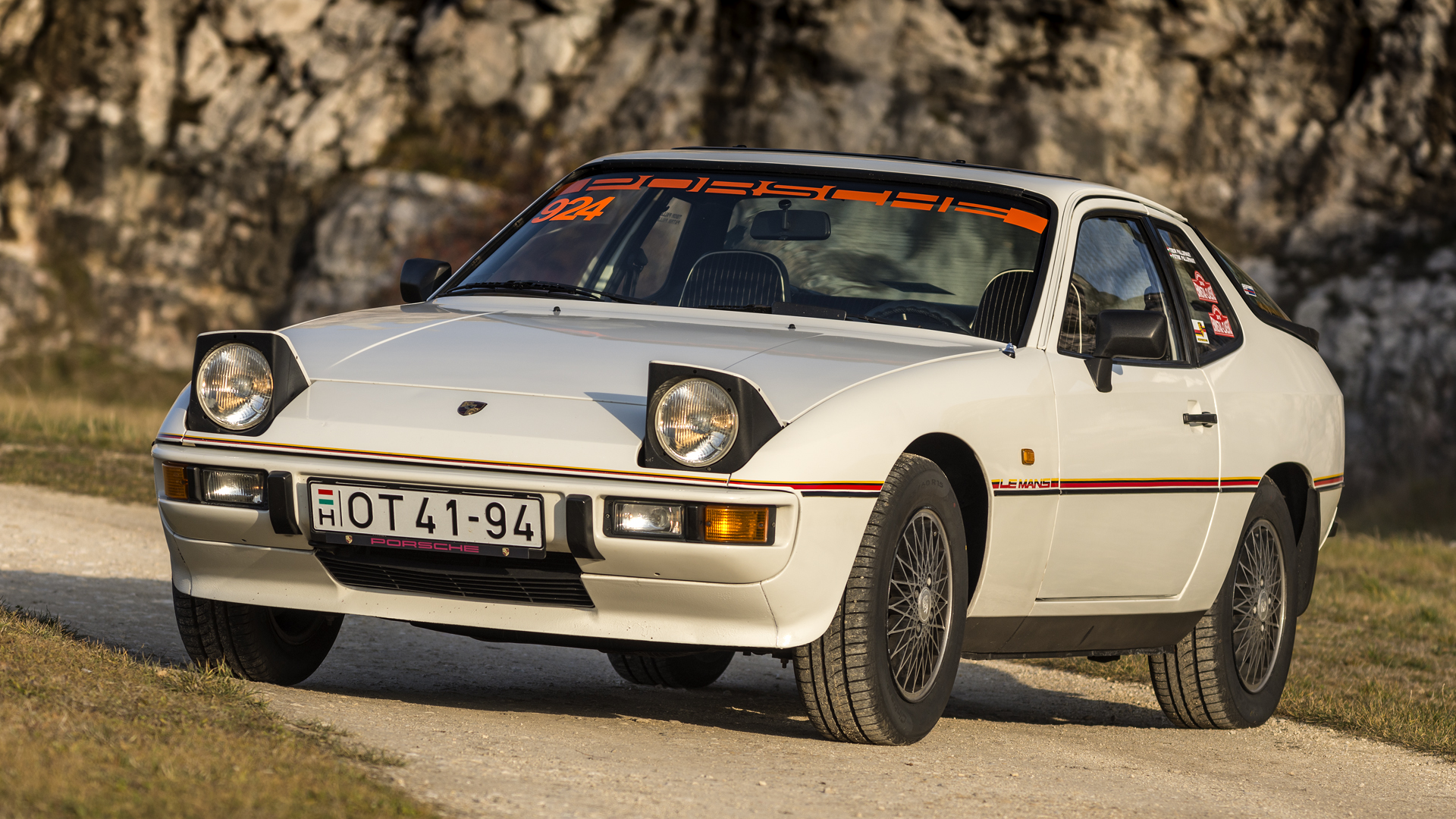
De Porsche 924

De Porsche 924 is een automodel van de Duitse autofabrikant Porsche. Tussen 1976 en 1988 werden in totaal 118.000 stuks gebouwd. De Porsche 924 werd ontwikkeld om de Porsche 914 op te volgen. De Nederlander Harm Lagaaij was betrokken bij de styling. Het ontwikkelingsteam kreeg de opdracht om een sportauto met vier zitplaatsen te ontwikkelen. Deze moest geschikt zijn voor een watergekoelde viercilinder motor voorin. De versnellingsbak werd opgenomen in de achterasconstructie. Deze zogenaamde transaxleconstructie zorgde voor een ideale gewichtsverdeling (53% voor, 47 % achter).

## Samenwerking met VW/Audi
Toen Ernst Fuhrmann in 1972 bestuursvoorzitter werd bij Porsche, werd gedacht dat het bedrijf onvoldoende zou renderen als het uitsluitend de Porsche 911 zou bouwen. Verwacht werd bovendien dat dit model maar enkele jaren mee zou gaan. Daarom werd besloten een goedkoper model te ontwikkelen, gericht op minder draagkrachtige klanten.
Porsche ontwierp de 924 oorspronkelijk in opdracht van Volkswagen. Eind jaren zestig was er al een (redelijk) succesvolle samenwerking tussen Volkswagen en Porsche geweest, die destijds resulteerde in de Porsche 914. Vanwege de oliecrisis in 1973 zag Volkswagen echter af van het in productie nemen van de door Porsche ontwikkelde sportwagen. Porsche geloofde echter in het concept en besloot de auto als Porsche 924 op de markt te brengen. Het moest een betaalbare Porsche worden, en daarom werd de productie na uitgebreid overleg toevertrouwd aan Audi. In 1975 werd een contract gesloten met Audi dat de wagen in de voormalige NSU fabriek te Neckarsulm zou bouwen. Ook werd een aantal onderdelen gedeeld met VW/Audi-modellen. De deurgrepen waren bijvoorbeeld ook te vinden op de Volkswagen Golf.
De 924 was onder andere te herkennen aan zijn opklapbare koplampen, die overigens ook bij zijn voorganger Porsche 914 werden toegepast. Een groot verschil met eerdere Porschemodellen was de vooringeplaatste watergekoelde 2 litermotor. De bijzonder goede rij-eigenschappen dankte de 924 onder andere aan de ideale gewichtsverdeling die ontstond door de plaats van de motor voor in de auto en de versnellingsbak achterin. Een ongebruikelijk idee dat ook de basis vormde voor de latere 928, 944 en 968.

## Verkopen
In de zomer van 1975 liepen de eerste honderd stuks van de band. Het model kreeg toen pas de naam 924. De naam werd gekozen uit commerciële doeleinden (drie cijfers passen beter in de Porsche modellenreeks). Tot dan toe heette het model EA425. In november begon de verkoop maar na een jaar waren er nog niet veel verkocht. Porsche verlaagde daarop de prijs en nu begonnen de verkopen aanzienlijk te stijgen. De Porsche 924 werd het meest verkocht in een felrode kleur die Guards Red werd genoemd.
De 924 bezorgde het destijds kwakkelende Porsche de omzetstijging die het bedrijf op dat moment nodig had. De 924 trok veel nieuwe klanten aan en was Porsche's eerste echte volumemodel. Hoewel Porsche minder 924's verkocht dan het had gehoopt, heeft de 924 ervoor gezorgd dat Porsche vandaag de dag nog bestaat.

### Verenigde Staten
Een probleem was de verkoop van de 924 in de Verenigde Staten. Door aanpassingen die nodig waren vanwege de strenge Amerikaanse milieu-eisen leverde de motor van de 924 voor de Amerikaanse markt een vermogen van slechts 95 pk. Dit paste in de ogen van de Amerikanen niet bij het imago van Porsche. Vanaf 1977 werd op de Amerikaanse markt een versie met een motor van 110 pk geleverd.

## Tijdlijn
1972:
- Het idee komt tot stand.

1975:
- Het contract met Audi wordt gesloten.
- In de zomer komen de eerste modellen van de band.
- In november begint de verkoop en de productie van 125 pk modellen voor Europa.

1976:
- De eerste exemplaren worden in de Verenigde Staten geleverd.

1977:
- Voortaan wordt de 924 in de Verenigde Staten geleverd met een 110 pk motor.
- In maart komt de eerste rechtsgestuurde 924 uit (voor onder andere het Verenigd Koninkrijk).
- In augustus krijgt de 924 een nieuwe achterophanging.

1979:
- Contactpuntloze ontsteking
- 016 Vijf-versnellingsbak

1980:
- Garantie van 7 jaar.

1986:
- De productie werd overgenomen door Porsche onder model naam 924S. Onder andere werd de carrosserie geheel verzinkt en voorzien van aluminium draagarmen. Porsche gaf een garantie van 10 jaar tegen het optreden van roest, voor die tijd een ongewoon lange garantie. Omdat Volkswagen de productie van de tot dan ingebouwde motor staakte, werd voortaan de motor uit de Porsche 944 gebruikt, maar dan in een 10 pk minder krachtige uitvoering. Vanwege een lagere CW-waarde was de 924 wel sneller dan de 944, wat resulteerde in een aanpassing van de motor bestemd voor de 944. De laatste modellen van de 924S (1988) kregen een motor die het volledige vermogen leverde (165pk). Dit omdat er van de 944 nu een tweede versie op de markt was gekomen met een 2,5 liter 16v 190pk motor. Het model 924S is niet zo bekend. Ook bleef de auto altijd geassocieerd met VW/Audi, hoewel deze uitvoering voorzien was van een echte Porschemotor.

Na jaren 80:

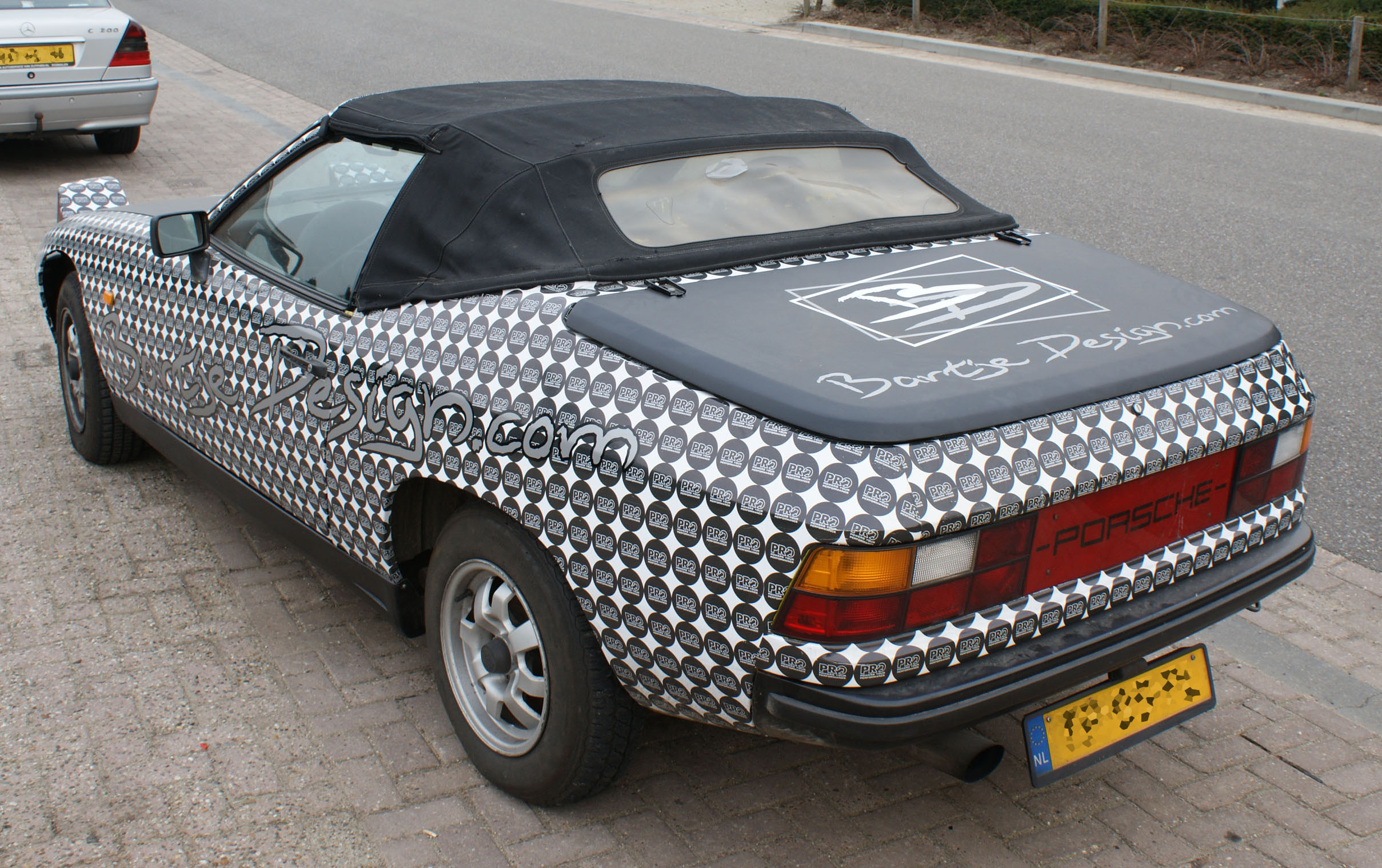
Porsche 924 (1981). In 1989 omgebouwd naar Cabriolet door de firma Bieber. Oorspronkelijk gebouwd als coupé

- Later zijn er verschillende Porsches 924 omgebouwd naar een cabrioletversie.

Dit gebeurde in samenwerking met de firma Bieber. Ze zijn luxer uitgevoerd met onder andere leren bekleding, de motor is vaak de 'standaard' 2.0i van Porsche. Hoeveel exemplaren nog over zijn van deze versie is niet precies bekend.In Nederland zouden er mogelijk nog drie rondrijden.

## Typen Porsche 924
- Porsche 924 Martini
- Porsche 924 Swiss Special
- Porsche 924 Sebring
- Porsche 924 Le Mans
- Porsche 924 Weissach
- Porsche 924 50 Jahre edition
- Porsche 924 Turbo
- Porsche 924 Carrera GT
- Porsche 924 Carrera GTS
- Porsche 924 Carrera GTR
- Porsche 924 Turbo Italy
- Porsche 924S
- Porsche 924S Le Mans

- Gemeinsame Normdatei: 4527212-8
- Library of Congress Control Number: sh92002720
- Nationale Bibliotheek van Israël: 987007558636805171